# Ernő Andai
Ernő Andai (n.22 iulie 1900, Budapesta-d.4 iulie 1979, Budapesta) a fost un scriitor, actor și regizor maghiar.